# 国際連合エイズ合同計画

UNAIDS のロゴ

国際連合エイズ合同計画（こくさいれんごうエイズごうどうけいかく、英語: Joint United Nations Programme on HIV and AIDS、UNAIDS）は、HIV感染対策のためにグローバルな行動をなす国際連合機関。
2025年、アメリカの第2次トランプ政権が国連への拠出金を削減したことを契機に、国連は大規模な組織改革に着手。国際連合エイズ合同計画を世界保健機関（WHO）に吸収させる案が検討された。

## 本部
スイスのジュネーヴにある。

## 運営
複数の専門機関の共同出資により、設立、運営される。

## UNAIDS 共同出資者
- 国際連合難民高等弁務官事務所（UNHCR）
- 国際連合児童基金（UNICEF）
- 国際連合世界食糧計画（WFP）
- 国際連合開発計画（UNDP）
- 国際連合人口基金（UNFPA）
- 国連薬物犯罪事務所（UNODC）
- 国際労働機関（ILO）
- 国際連合教育科学文化機関（UNESCO）
- 世界保健機関（WHO）